# Val-de-Fier
Val-de-Fier is een plaats en voormalige gemeente in het Franse departement Haute-Savoie (regio Auvergne-Rhône-Alpes) en telt 456 inwoners (2004). De plaats maakt deel uit van het arrondissement Annecy. Val-de-Fier is op 1 januari 2019 gefuseerd met de gemeente Vallières tot de gemeente Vallières-sur-Fier. 

## Geografie
De oppervlakte van Val-de-Fier bedraagt 10,2 km², de bevolkingsdichtheid is 44,7 inwoners per km².
De onderstaande kaart toont de ligging van Val-de-Fier met de belangrijkste infrastructuur en aangrenzende gemeenten.

## Demografie
Onderstaande figuur toont het verloop van het inwonertal (bron: INSEE-tellingen).